# Valdajský klub

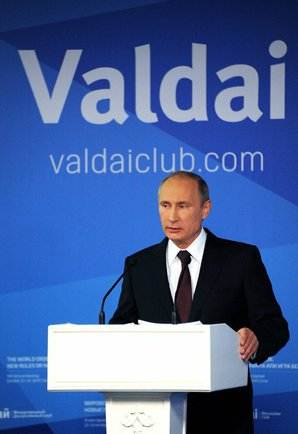
Ruský prezident Vladimir Putin při vystoupení na Valdajském klubu v roce 2014 v Soči

Valdajský klub (též Valdajské fórum, celým názvem Valdajský mezinárodní diskusní klub, rusky Междунарoдный дискуссиoнный клуб Валдaй, anglicky Valdai Discussion Club) je odborně-analytické fórum, oficiálně zaměřené na aktuální otázky mezinárodní politiky, ekonomiky a bezpečnosti ve světě, podle zpravodajského serveru NEWSru.com však ve skutečnosti původně založené s hlavním cílem zlepšit image Ruska v zahraničí. V průběhu dalších let se organizátorům postupně dařilo zvát do Ruska na toto setkání stále více významných zahraničních představitelů politického, společenského a kulturního života. Z České republiky jsou s Valdajským klubem spojeni bývalý prezident Václav Klaus a historici Alexej Kelin a Ladislav Zemánek.

## Historie klubu od roku 2004
Organizace diskusního klubu byla připravována agenturou RIA Novosti, ruskou Radou pro zahraniční a obrannou politiku a redakcemi The Moscow Times, Rusko v globální politice a Russia Profile od jara roku 2004.

### První konference
První konference se uskutečnila počátkem září roku 2004 na břehu Valdajského jezera v Novgorodské oblasti Ruské federace, odtud název „Valdajský klub“. Hlavním tématem setkání bylo „Rusko na hranici věků: naděje a realita“ (Россия на рубеже веков: надежды и реалии).
Shodou okolností se tato akce konala právě v době, kdy se odehrávala beslanská tragédie – 3. září 2004, kdy v základní škole v Beslanu po explozi bomby zahynulo téměř 400 lidí, bylo na konferenci na pořadu téma „Svoboda slova a odpovědnost svobody“, přičemž zahraniční účastníci jednání odbíhali sledovat zpravodajství CNN, BBC či EuroNews, neboť ruská média o aktuálních událostech neinformovala.
Snahou organizátorů bylo zajistit nejen účast předních světových vědců a odborníků na mezinárodně politické otázky, ale i renomovaných žurnalistů. Celkem bylo na první konferenci pozváno 42 účastníků, z nichž většina pozvání přijala. Zástupci ruských médií pozváni nebyli. Mezi zahraničními novináři, kteří si nechali od ruské strany zaplatit veškeré náklady na cestu, včetně letenky v business třídě společnosti Aeroflot, dále luxusní ubytování a stravu, byl například i významný britský novinář a držitel mnoha ocenění Jonathan Steele z listu The Guardian.

### Účast Vladimira Putina
Ruský prezident Vladimir Putin (v letech 2008–2012 předseda vlády Ruské federace) je pravidelným účastníkem setkání Valdajského klubu. Je tomu tak již od první konference u jezera Valdaj, během níž byla 6. 9. 2004 uspořádána tříhodinová beseda prezidenta Putina se zahraničními účastníky setkání. S hosty Valdajského klubu se v době, kdy zastával úřad ruského prezidenta, setkal i Dmitrij Medveděv.

## Místa, témata a účastníci setkání

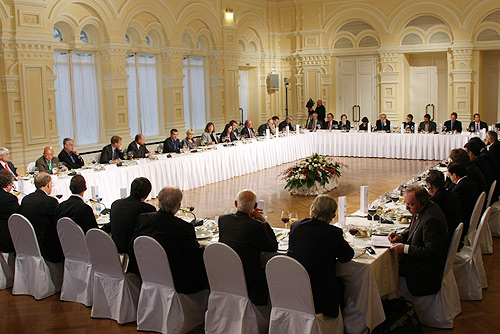
Setkání účastníků Valdajského klubu s prezidentem Dmitrijem Medveděvem 12. září 2008 v Moskvě

Setkání Valdajského klubu se koná od roku 2004 pravidelně v podzimních měsících, avšak pokaždé v jiném městě Ruské federace. Místy konání byla již například města Kazaň, Rostov na Donu, Groznyj, Kaluga, Jakutsk, Sankt Peterburg, Moskva, Chanty Mansijsk nebo Soči. Druhé setkání v pořadí v roce 2005 se proběhlo dokonce na palubě luxusní lodi „Alexandr Radiščev“ (Александр Радищев) během plavby z Moskvy do Tveri a zpět.

### Rok 2013
K jezeru Valdaj se vrátili účastníci 10. jubilejního setkání Valdajského klubu v roce 2013. Sešel se zde tehdy rekordní počet více než 200 představitelů společenského, kulturního a politického života z Ruska i ze zahraničí. Mezi čestnými hosty byli například předseda italské vlády a bývalý předseda Evropské komise Romano Prodi, François Fillon, francouzský premiér v letech 2007–2012, nebo Volker Rühe (CDU), v letech 1992–1998 ministr obrany Německa.  Ohlasy na toto jednání Valdajského klubu byly zřejmě největší – a také nejbouřlivější – ve Francii, neboť, jak pravil například titulek listu Le Parisien, François Fillon kritizoval v Rusku před Putinem Francii za její postoj v syrské válce. Prezident Putin pak ve svém tříhodinovém vystoupení, živě přenášeném ruskou televizí, kritizoval Západ a jeho kulturu.

### Rok 2014
Od roku 2014 došlo k určitým změnám v radě Fondu rozvoje a podpory Mezinárodního diskusního klubu Valdaj, který převzal po agentuře RIA Novosti roli hlavního organizátora. Na činnosti fondu se začalo podílet Výzkumné centrum pro mezinárodní otázky MGIMO, Vysoká škola ekonomická, ruská Rada pro zahraniční a obrannou politiku a další státní instituce. Hlavním tématem setkání, které se v roce 2014 konalo v Soči, bylo „Světové uspořádání: nová pravidla nebo hra bez pravidel?“ (Мировой порядок: новые правила или игра без правил?).

### Rok 2015
Na setkání Valdajského klubu v říjnu roku 2015 byla hlavním tématem „Bezpečnost a otázky války“ (Безопасность и проблемы войны), dále „Úloha státu v současném světě“ (Государство в современном мире), „Globalizace a regionalizace: jak se mění globální prostředí“ (Глобализация и регионализация: как меняется глобальная среда), „Globální alternativy“ (Глобальные альтернативы) a „Eurasie“ (Евразия). Setkání se zúčastnil například bývalý velvyslanec USA v Sovětském svazu a v Československu Jack Matlock a také bývalý prezident České republiky Václav Klaus, který jednání Valdajského klubu navštívil krátce po své účasti na mezinárodním fóru „Dialog civilizací“ na řeckém ostrově Rhodos. V Soči vystoupil Václav Klaus 22. října 2015 s příspěvkem na téma „The Threat Is Us“ („My sami jsme hrozba“).

### Rok 2016
Účastníci Valdajského klubu se znovu sešli v Soči koncem října 2016. Tématem, o němž zde diskutovalo 150 účastníků z 35 zemí světa, tenkrát bylo „Budoucnost začíná dnes – rysy zítřejšího světa“. Mezi hosty byli např. bývalá prezidentka Finska Tarja Halonenová, rakouský exprezident Heinz Fischer a bývalý prezident Jihoafrické republiky Thabo Mbeki. Setkání Valdajského klubu se zúčastnil ruský prezident Vladimir Putin a ministr zahraničních věcí Ruské federace Sergej Lavrov. Vladimir Putin zde ve svém diskusním vystoupení mimo řady jiných témat zmínil i podmínky obnovení partnerských vztahů Ruska a USA. Podmínky, které zde vyslovil, signalizují určitou změnu poměru sil ve světě. Podle prezidenta Putina je Rusko ochotné obnovit partnerské vztahy s USA, pokud USA a NATO stáhnou vše z východoevropských území, co zde vybudovali po roce 2000, tj. po rozšíření NATO směrem na východ. Dalšími podmínkami jsou zrušení ekonomických sankcí proti Rusku a náhrada škody způsobená těmito sankcemi a jejich následky.

### Rok 2022

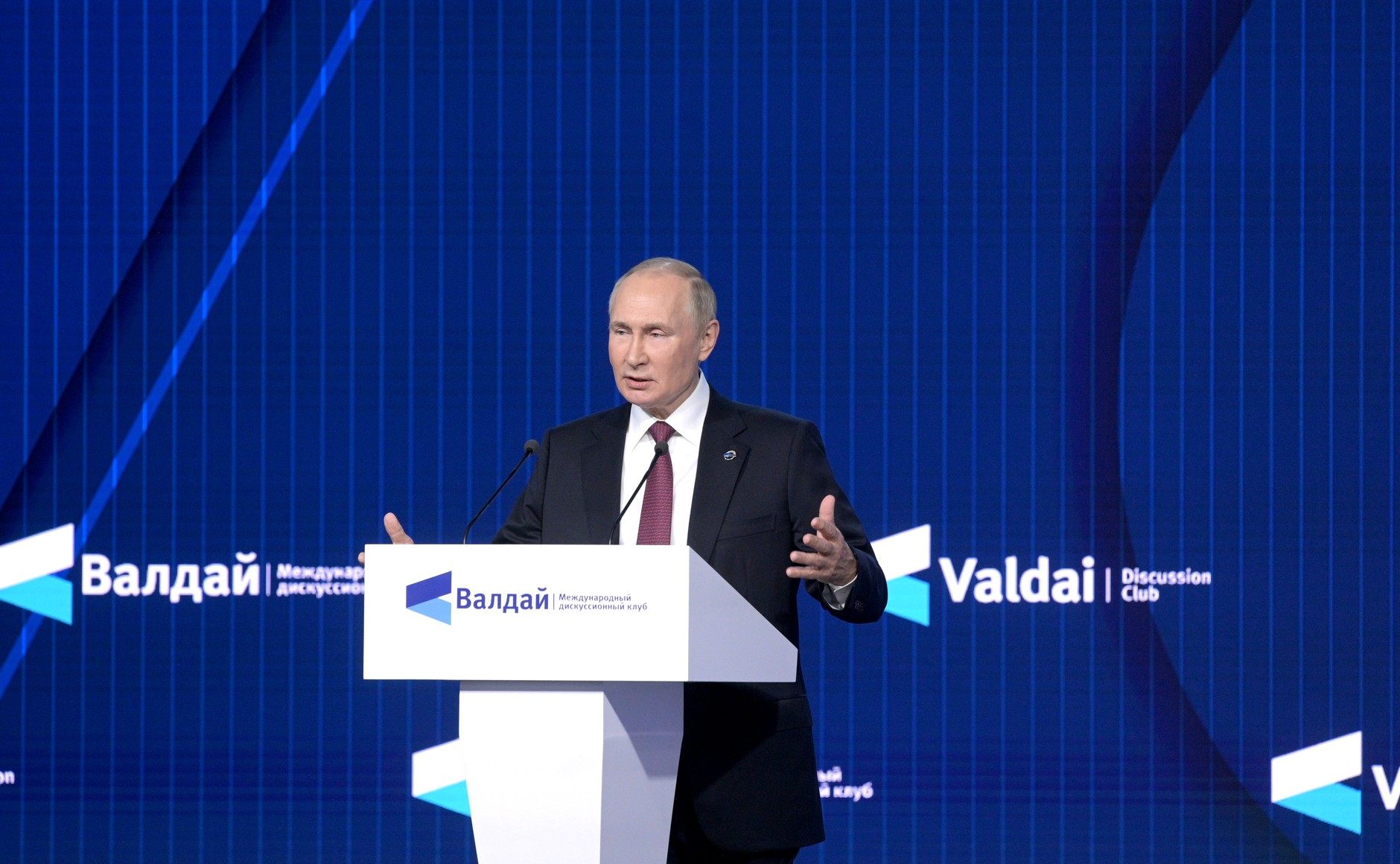
Z vystoupení Vladimíra Putina 27. října 2022

V pořadí 19. setkání Valdajského klubu se konalo ve dnech 24.–27. října 2022 v Moskvě pod heslem „Posthegemonický svět: spravedlnost a bezpečnost pro každého“ (anglicky „A Post-Hegemonic World: Justice and Security for Everyone“). Na oficiálních stránkách klubu bylo uvedeno, že se tohoto setkání zúčastnilo „111 odborníků, politiků, doplomatů a ekonomů ze 41 zemí světa“. Kromě účastníků z pořádající země zde mimo jiné byli přítomni hosté z Afghánistánu, Brazílie, Číny, Egypta, Francie, Německa, Indie, Indonésie, Íránu, Kazachstánu, Jihoafrické republiky, Spojených států, Uzbekistánu, Turecka a dalších zemí.
Na zasedání klubu promluvil i ruský prezident Vladimír Putin. Ve svém vystoupení mj. označil politiku Západu za krvavou a špinavou, která popírá svrchovanost států a národů a směřuje k získání veškerých zdrojů a bohatství lidstva. Současně obvinil země tzv. Západního světa z podněcování války na Ukrajině a ze snahy zničit Rusko. Zároveň zmínil, že těmto snahám lze v případě nutnosti čelit použitím jaderných zbraní.

### Rok 2023
Jubilejní 20. setkání Valdajského klubu se konalo ve dnech 2.–5. října 2023 v Soči. Přítomno bylo na 140 účastníků ze 42 zemí pěti světadílů – Evropy, Asie, Afriky, Severní a Jižní Ameriky. V průběhu čtyř dnů bylo naplánováno 17 diskusních fór, zaměřených na šest stěžejních témat: Role jaderných zbraní a rizika jejich použití, Potravinová bezpečnost a přínos Ruska, Světová ekonomika bez měnového monopolu a sankcí, Ruská ekonomika, společnost a kultura v éře transformace, Energetické trhy na pozadí vojenského a politického napětí, Věda a vzdělání ve věku konfrontace.
Během závěrečného dne konference vystoupil s projevem ruský prezident Vladimír Putin. Už předem byl tento projev, v němž Putin mj. řekl, že  Rusko na Ukrajině bojuje za principy nového světového řádu, avizován jako událost světového významu. „Stojíme před úkolem vybudovat nový svět,“ prohlásil.
Mimo dalších záležitostí se Putin vyjádřil ke Smlouvě o všeobecném zákazu jaderných zkoušek a naznačil úvahy, podle kterých by Rusko mohlo odstoupit od její ratifikace.